# Sanseki
Le terme sanseki (三跡) ou « trois traces (de pinceau) » est utilisé en japonais pour désigner un groupe de trois célèbres calligraphes de l'époque de Heian :
- Ono no Michikaze, connu sous le nom « Yaseki » du caractère 野 dans son nom ;
- Fujiwara no Yukinari, connu sous le nom « Gonseki  du 権 de son titre de cour ;
- Fujiwara no Sukemasa, connu sous le nom « Saseki » du caractère 佐 dans son nom.

## Source de la traduction
- (en) Cet article est partiellement ou en totalité issu de l’article de Wikipédia en anglais intitulé « Sanseki » (voir la liste des auteurs).